# Trachyglanis
Trachyglanis és un gènere de peixos pertanyent a la família dels amfílids i a l'ordre dels siluriformes.

## Etimologia
Trachyglanis prové dels mots grecs trachys, -eia, -y (aspre) i glanis (peix gat).

## Hàbitat i distribució geogràfica
Són peixos d'aigua dolça, demersals i de clima tropical, els quals viuen a Àfrica: són un endemisme de la conca del riu Congo, incloent-hi els rius Tshuapa, Lomela, Lomami, Kasai, Lulua, Ubangui i Sangha a la República Democràtica del Congo i la República del Congo.

## Cladograma
| Trachyglanis (Boulenger, 1902) | \| \| Trachyglanis ineac (Poll, 1954)[21] \| \| \| \| \| \| Trachyglanis intermedius (Pellegrin, 1928)[10] \| \| \| \| \| \| Trachyglanis minutus (Boulenger, 1902)[20] \| \| \| \| \| \| Trachyglanis sanghensis (Pellegrin, 1925)[22][23][24] \| \| \| \| |
|                                | \| \| Trachyglanis ineac (Poll, 1954)[21] \| \| \| \| \| \| Trachyglanis intermedius (Pellegrin, 1928)[10] \| \| \| \| \| \| Trachyglanis minutus (Boulenger, 1902)[20] \| \| \| \| \| \| Trachyglanis sanghensis (Pellegrin, 1925)[22][23][24] \| \| \| \| |
|                                | Andersonia |
|                                | |
|                                | Belonoglanis |
|                                | |
|                                | Congoglanis |
|                                | |
|                                | Doumea |
|                                | |
|                                | Phractura |
|                                | |
|                                | Trachyglanis ineac (Poll, 1954) |
|                                | |
|                                | Trachyglanis intermedius (Pellegrin, 1928) |
|                                | |
|                                | Trachyglanis minutus (Boulenger, 1902) |
|                                | |
|                                | Trachyglanis sanghensis (Pellegrin, 1925) |
|                                | |

|  | Trachyglanis ineac (Poll, 1954)            |
|  |                                            |
|  | Trachyglanis intermedius (Pellegrin, 1928) |
|  |                                            |
|  | Trachyglanis minutus (Boulenger, 1902)     |
|  |                                            |
|  | Trachyglanis sanghensis (Pellegrin, 1925)  |
|  |                                            |

## Estat de conservació
Totes quatre espècies apareixen a la Llista Vermella de la UICN a causa de les extraccions mineres (en especial, la de diamants a la regió de Kasai i la d'or a la conca del riu Ubangui a la República Centreafricana, les quals provoquen la sedimentació dels llits fluvials), la pesca amb verí, la desforestació, les pràctiques agrícoles i els contaminants emesos per la ciutat de Bangui.